# 田中仙翁
田中 仙翁（たなか せんおう、1928年（昭和3年）4月7日 - 2017年（平成29年）6月5日）は、茶人。大阪府生まれ。

## 略歴
本名・博民（ひろみ）。大日本茶道学会の創始者田中仙樵の孫。早稲田大学大学院東洋哲学科修了。
昭和36年（1961年）大日本茶道学会の会長に就任。全国各地での茶道の研修・講演に注力する。平成2年（1990年）大日本茶道学会茶道の保存・伝承を目的とする財団法人三徳庵を設立し、茶道文化研究に大きな貢献をしたと認められる著作・論文を顕彰する茶道文化学術賞を設ける。茶道文化の発展に一層貢献するため、平成24年（2012年）に公益財団法人三徳庵に移行させ、初代理事長を平成25年（2013年）6月まで務めた。
後任は平成29年（2017年）に長男田中仙堂（本名・秀隆）が就いた。

## 著書
- 『大日本茶道学会 基礎編』 (茶の湯テキストブック) 主婦の友社, 1968
- 『茶道具入門』講談社, 1971
- 『茶の美 日本人にとって「茶」はなぜ美なのか?』 (朝日カルチャーセンター講座) 朝日ソノラマ, 1976
- 『用と美 茶の本』編著. 新潮社, 1977.12
- 『大日本茶道学会 中級編 (中伝.小習)』 (茶の湯テキストブック) 主婦の友社, 1978.4
- 『大日本茶道学会 基礎から七事式まで』 (茶の湯全書) 小学館, 1979.1
- 『茶花入門』主婦の友社, 1979.8
- 『茶 用と美』編著. 新潮社, 1980.11
- 『行之行台子』茶道之研究社, 1980.12
- 『薄茶の点前 副読本』茶道之研究社, 1980.7
- 『茶の美入門 茶の心と形を考える』 (茶の心シリーズ) 学習研究社, 1982.11
- 『茶道端言』講談社, 1982.6
- 『茶道入門事典 現代の茶匠が贈る』(Sun lexica）三省堂, 1986.2
- 『茶掛けの見方』 (茶の湯案内シリーズ) 主婦の友社, 1988.6
- 『茶を学ぶ人のために』小学館, 1988.7
- 『中伝唐物点』茶道之研究社, 1992.7
- 『茶道入門ハンドブック』三省堂, 1993.7
- 『中伝台天目』茶道之研究社, 1993.7
- 『茶道の美学 茶の心とかたち』講談社学術文庫 1996.3
- 『灰の技法』茶道之研究社, 1996.7
- 『茶の道を受け継ぐ』茶道之研究社, 1998.7
- 『茶箱 大日本茶道学会』14版 (茶の点前シリーズ) 三徳庵, 2002.7
- 『茶道ハンドブック』三省堂, 2007.4
- 『薄茶の点前 副読本 大日本茶道学会 風炉編』改訂20版 三徳庵茶道之研究社, 2008.7
- 『茶の美と生きる』里文出版, 2013.6

### 共著
- 『おつき合いのマナー 冠婚葬祭に役立つアドバイス集』 (Key books) 吉沢久子,佐佐木由幾共著. 朝日ソノラマ, 1976
- 『花月を学ぶ 基本から変化まで 副読本 大日本茶道学会』11版 田中仙堂共著. 三徳庵茶道之研究社, 2005.7

## 参照
- 田中仙翁
- 田中仙翁 プロフィール